# 皇興
皇興（こうこう）は、南北朝時代の北魏において、献文帝の治世に使用された元号。467年8月 - 471年8月。

## 西暦・干支との対照表
| 皇興 | 元年  | 2年   | 3年   | 4年   | 5年   |
| 西暦 | 467年 | 468年 | 469年 | 470年 | 471年 |
| 干支 | 丁未  | 戊申  | 己酉  | 庚戌  | 辛亥  |